# Erik Adlerz
Erik Wilhelm Adlerz, detto Loppan (Stoccolma, 23 luglio 1892 – Göteborg, 8 settembre 1975), è stato un tuffatore svedese.
In carriera ha vinto due medaglie d'oro alle Olimpiadi di Stoccolma del 1912, nella piattaforma 10 metri e nella piattaforma alta, e una d'argento ai Giochi olimpici di Anversa del 1920 nella piattaforma 10 metri.

## Palmarès
- Giochi olimpici

Stoccolma 1912: oro nella piattaforma 10 metri e nella piattaforma alta
Anversa 1920: argento nella piattaforma 10 metri